# Södermanlands runinskrifter 236
Runinskrift Sö 236, även kallad Vräkstenen, är ett runblock inom Alvsta ägor, Västerhaninge socken på Södertörn. Runblocket är ett jordfast stenblock (131 x 90 cm) med inslag av skiffer, så delar av ristningen har därför flagat bort och vad som nu återstår är en ormslinga som inramar ett kristet kors. Blocket är beläget i skogen mellan byarna Ormsta och Alvsta. Intill stenen är ett större gravfält från järnåldern.

## Inskriften
Translitterering av runraden:
a-s(k)(u)ltr × auk + stineltr × litu × resa × stin × eftiR + s(t)en(b)i(a)rna × kuþan
Normalisering till runsvenska:
Hoskuldr(?) ok Stæinhildr letu ræisa stæin æftiR Stæinbiarna, goðan.
Översättning till nusvenska:
Hoskuld (?) och Stenhild läto resa stenen efter Stenbjörn, (sin) gode (son).